# Sansui
Sansui，即日語「山水」，為過去一家日本電器製造商山水電氣株式会社（日语：山水電気株式会社），以及現今冠名使用的電器品牌。2014年（平成26年）7月9日破産。

## 歷史
山水電氣設立之初主要生產、販賣變壓器，創業者菊池幸作的社訓「不動如山的理念及如水般的潛在力量」（山の如き不動の理念と水の如き潜在の力）是社名由來。1969年，因針對海外的無線電接收機商品大賣而轉向生產、販賣音響器材。
Sansui「山水」是日本專業音響品牌，與先鋒、特麗音並稱「音響御三家」；1989年，英国勃利·派克出資並納入傘下。1991年，英屬香港善美集團（後「雅佳控股」）接手山水。2001年由關係交好的香港嘉域集團入股。2009年起，由佶特國際有限公司取得唯一山水台灣總代理權，延續創辦人菊池幸作追求「不動如山的理念及如水般的潛在力量」為精神理念，提供高品質、純粹原音、質感設計的聲音系列產品，持續數年獲得消費者好評。近年台灣市場科技變化迅速，因應消費需求改變，除了持續開發聲音產品，佶特國際有限公司將經營觸角廣泛延伸，包含影音劇院，大小家電等產品，於各大實體與網路通路販售，持續獲消費者喜愛。

## 簡史
- 1944年12月，菊池幸作開設山水電氣製作所
- 1947年6月，山水電氣株式会社設立。
- 1961年12月，股票在東證第2部上市。
- 1970年3月，股票在東京、大阪證券交易所第1部上市。
- 1987年6月，採用新的企業識別。
- 1989年10月，英國勃利·派克出資納入傘下。
- 1992年6月，由英屬香港善美集團入主。
- 2001年11月，由香港嘉域集團出面收購。
- 2003年3月，子公司「㈲山水電氣SPV」設立。
- 2004年11月，取得子公司「Sansui Sales Pte., Ltd.」。
- 2010年5月，子公司山水電氣SPV事業終結；12月，大證除牌。
- 2012年4月2日，向東京地方裁判所申請重整；5月3日，東證除牌。同年同志社公司获得Sansui品牌使用权[2]。
- 2014年7月9日，東京地裁裁定啟動破產程序。
- 2018年8月13日，法人地位消滅。
- 2019年12月，首創在台灣推出「炫風氣炸烤箱」，快速獲得市場大量關注，爾後與楊桃美食網合作，創下消費者好評，打開市場知名度。
- 2020年6月，推出以重複環保為理念的小綠能除濕器，獨家由台灣開發設計、製造，上市前已在募資平台預購銷售破萬台，
- 2020年7月，全新網路官網上線。

## 公司結構
旗下有子公司：
- 有限會社山水電氣SPV（Sansui Electric SPV Private Ltd.）（2010年终结）
- Sansui Sales Pte., Ltd.

嘉域集團持有「Sansui」（山水）的商標、特許權，採行「國際品牌」（實為「品牌傘＝umbrella brands」）策略，授權他廠冠名生產、銷售同品牌電器用品，但並非香港嘉域或日本山水的關係企業。當前台灣地區商標使用權為佶特國際有限公司取得。

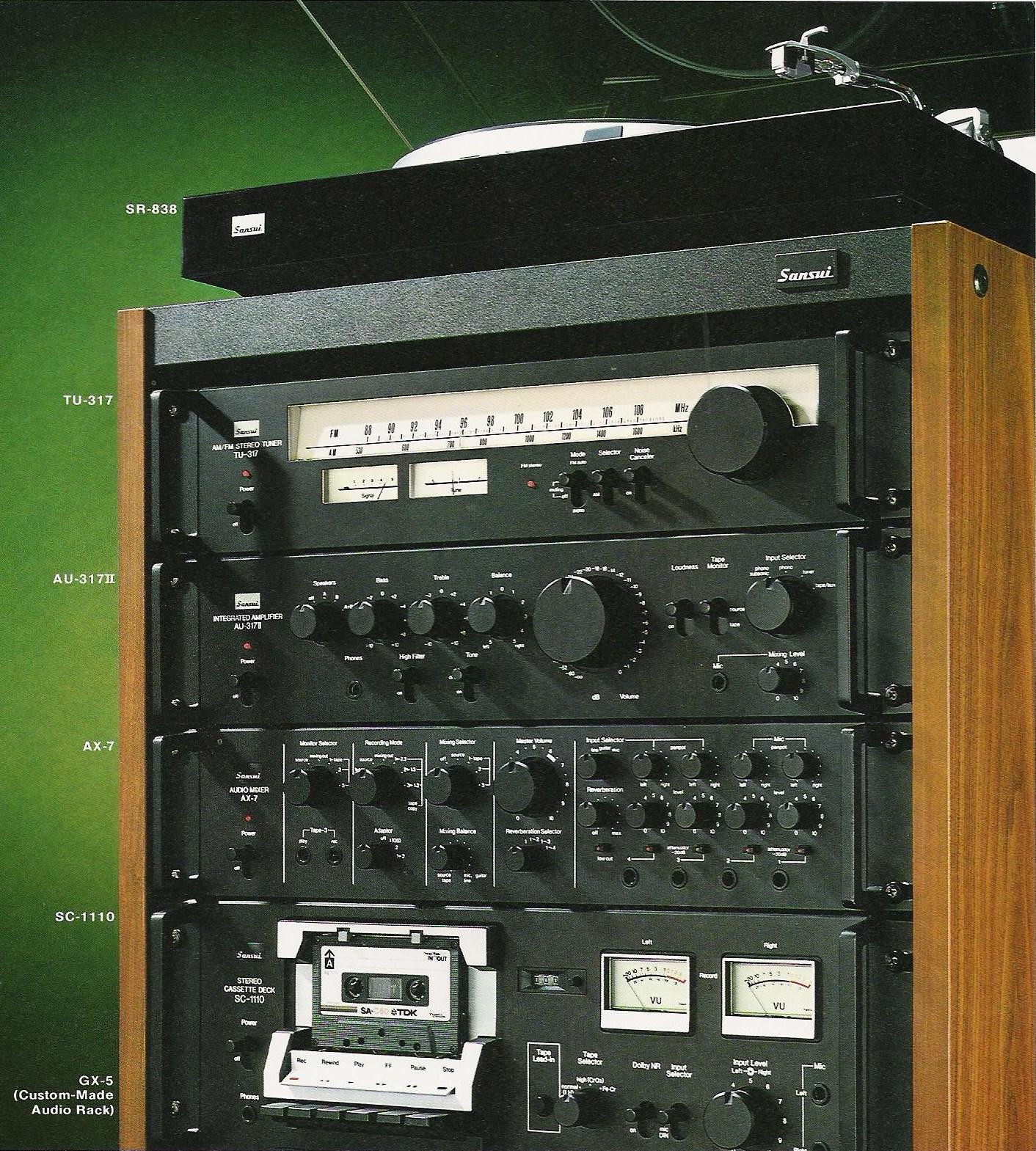
1980年的山水廣播媒體用機組
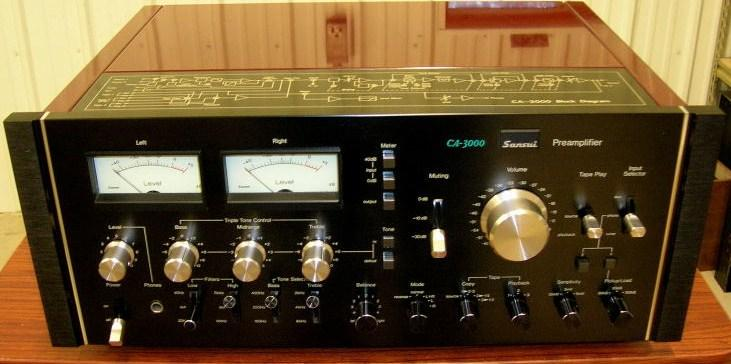
山水CA-3000擴大機
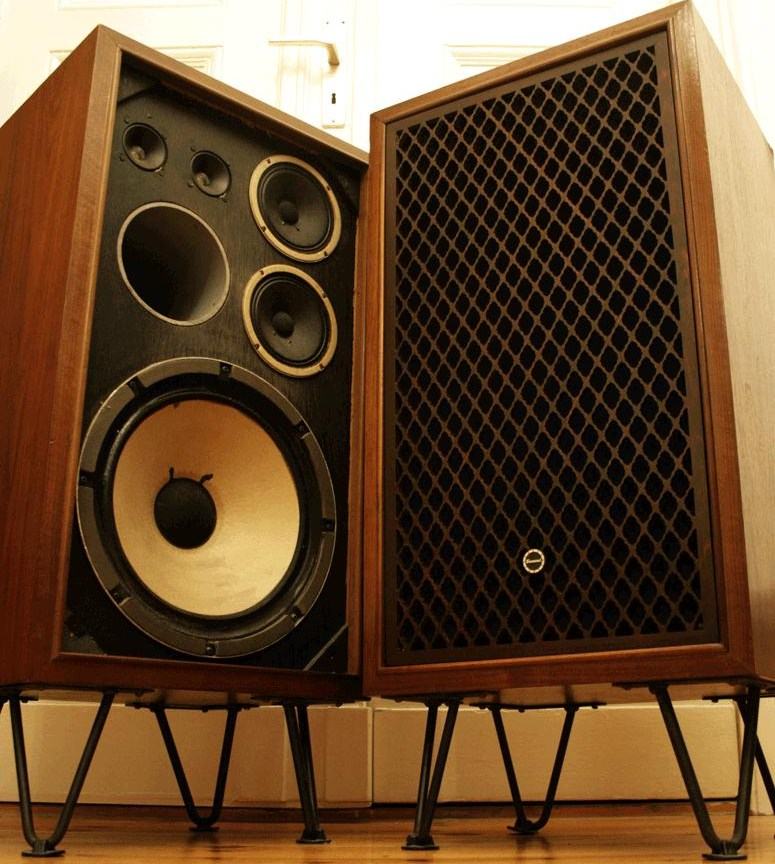
sp-200喇叭
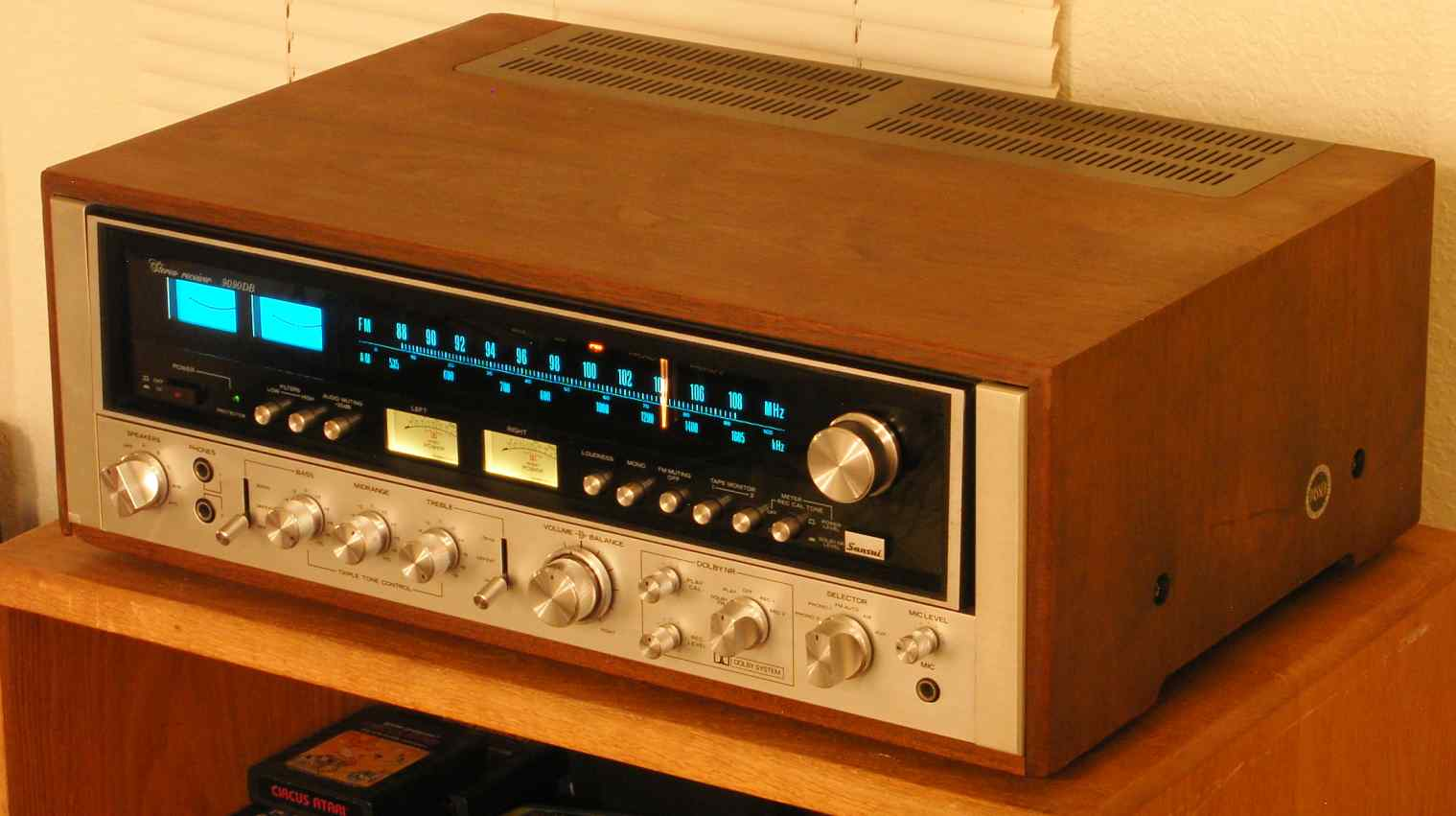
山水9090DB擴大機
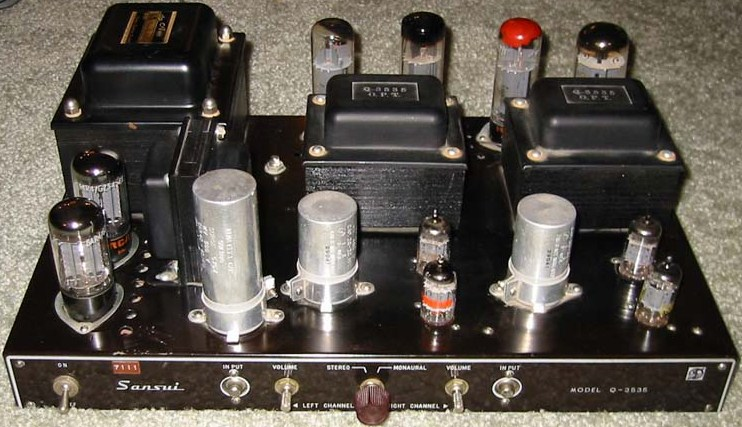
Q-3535真空管擴大機

## 外部連結
- Sansui（页面存档备份，存于）
- 山水電氣（页面存档备份，存于）